# 일본 상품 불매운동
일본 상품 불매운동(日本商品不買運動)은 2019년 7월 일본 아베 정권의 대한민국 수출규제 및 대한민국 화이트리스트 국가 제외라는 경제보복과 무역제재(화이트리스트배제)에 항의하여 2019년 하반기에 대한민국 국민들이 자발적으로 일본 제품을 사지 않은 운동이다.  정치화와 선택적 불매운동으로 비판이 되기도 했지만 아베 정권의 대한 도발을 제지하고 과거사 청산 문제를 다시 재조명했다고 평가받기도 한다.
- 2019년 대한민국의 일본 제품 불매 운동

## 같이 보기
- 아베 신조
- 노노재팬